# Solo: A Star Wars Story (soundtrack)
Solo: A Star Wars Story is de soundtrack van de film Solo: A Star Wars Story. Het album werd gecomponeerd door John Powell met originele Star Wars Themes en het nieuwe Han Solo Theme van John Williams. Het album werd gelijktijdig met de filmpremière in de Verenigde Staten op 25 mei 2018 uitgebracht door Walt Disney Records.
In juli 2017 werd John Powell aangekondigd als de belangrijkste componist voor de filmmuziek. Eind 2017 begon hij met componeren na het beëindigen van zijn werk met Ferdinand. De muziek werd uitgevoerd door het London Symphony Orchestra onder leiding van Gavin Greenaway. De componist van de originele Star Wars Themes John Williams componeerde en dirigeerde voor de film het nummer "The Adventures of Han" dat werd uitgevoerd door de Recording Arts Orchestra of Los Angeles.
Op 2 juni 2018 kwam het album binnen op plaats 41 in de Vlaamse Ultratop 200 Albums.

## Tracklijst
Alle nummers gecomponeerd door John Powell, tenzij anders vermeld.
1. "The Adventures of Han" – John Williams - 3:52
2. "Meet Han" (bevat "Star Wars Main Theme" van John Williams) - 2:22
3. "Corellia Chase" - 3:36
4. "Spaceport" - 4:09
5. "Flying with Chewie" - 3:34
6. "Train Heist" - 4:51
7. "Marauders Arrive" - 5:16
8. "Chicken in the Pot" - 2:12
9. "Is This Seat Taken?" - 2:39
10. "L3 & Millennium Falcon" (bevat "Star Wars Main Theme" van John Williams) - 3:19
11. "Lando's Closet" - 2:14
12. "Mine Mission" - 4:14
13. "Break Out" (bevat "Rebel Fanfare" van John Williams) - 6:18
14. "The Good Guy" - 5:28
15. "Reminiscence Therapy" (bevat "Death Star", "Rebel Fanfare", "TIE Fighter Attack", "The Asteroid Field" & "Star Wars Main Theme" van John Williams) - 6:14
16. "Into the Maw" (bevat "Rebel Fanfare" & "Star wars Main Theme" van John Williams) - 4:52
17. "Savareen Stand-Off" - 4:28
18. "Good Thing You Were Listening" - 2:11
19. "Testing Allegiance" - 4;23
20. "Dice & Roll" (bevat "Rebel Fanfare" van John Williams) - 1:59